# Stéphane Roche
Ne doit pas être confondu avec Stephen Roche.
Stéphane Roche est un joueur de football français, né le 25 septembre 1970 à Bourg-en-Bresse. 
Ce droitier d'1,78 m évoluait au poste de milieu de terrain. Après sa retraite sportive, il se reconvertit dans la formation, au SM Caen, puis à l'Olympique lyonnais dont il prend la direction du centre de formation en 2011.
Le 1er juillet 2022, il devient directeur du centre de formation du Dijon FCO.

## Biographie
Formé à l'OL, Stéphane Roche fait partie de l'effectif qui permet au club de remonter en Division 1 en 1989. Il termine sa carrière de joueur à l'OGC Nice.
En janvier 2002, il est diplômé du DEF (Diplôme d'entraîneur de football). De 2002 à 2009, Stéphane Roche fait partie du staff du Stade Malherbe de Caen. Il est alors responsable des moins de 18 ans ainsi que du centre de formation. En 2010, il retourne à l'Olympique lyonnais en tant qu'adjoint de Rémi Garde à la formation. En juin 2011, à la suite de la nomination de ce dernier à la tête de l'équipe professionnelle, Stéphane Roche devient directeur du centre de formation et prend en parallèle les rênes de l'équipe réserve.
Il devient directeur du centre de formation du Dijon FCO à partir de juillet 2022.

## Carrière

### Carrière de joueur
- 1988-1989 : Olympique lyonnais (Division 2, 13 matchs, 1 but)[5]
- 1989-1992 : Olympique lyonnais (Division 1, 57 matchs, 4 buts)
- 1992-1993 : FC Martigues (Division 2, 30 matchs, 5 buts)
- 1993-1996 : Olympique lyonnais (Division 1, 65 matchs, 13 buts)
- 1996-1997 : SM Caen (Division 1, 22 matchs, 2 buts)
- 1997-1998 : Olympique lyonnais (Division 1, 3 matchs)
- 1998-2000 : OGC Nice (Division 2, 36 matchs, 4 buts)

### Carrière d'entraîneur
- 2002-2009 : Stade Malherbe de Caen (moins de 18 ans, responsable du centre de formation)
- 2010-2011 : Olympique lyonnais (moins de 17 ans, adjoint au centre de formation)
- 2011-2019 : Olympique lyonnais (équipe réserve, moins de 19 ans, directeur du centre de formation)

## Palmarès
- Champion de France de D2 en 1989 avec l'OL et en 1993 avec Martigues
- Vainqueur de la Coupe Intertoto en 1997 avec l'OL